# 见霜黄
见霜黄（学名：Blumea lacera），又名生毛将军，为菊科艾纳香属的植物。分布于台湾岛、澳大利亚、亚洲东南、非洲东亚以及中国大陆的江西、福建、广东、广西、贵州、云南等地，生长于海拔120米至800米的地区，常生长在路旁、草地和田边。